# Prati dell'Armentara
Prati dell'Armentara este o arie protejată (arie specială de conservare — SAC, sit de importanță comunitară — SCI) din Italia întinsă pe o suprafață de 342 ha, integral pe uscat.

## Localizare
Centrul sitului Prati dell'Armentara este situat la coordonatele 46°37′34″N 11°55′36″E / 46.6261°N 11.9267°E.

## Înființare
Situl Prati dell'Armentara a fost declarat sit de importanță comunitară în aprilie 2002 pentru a proteja 6 specii de animale. Situl a fost protejat și ca arie specială de conservare în noiembrie 2016.

## Biodiversitate
Situată în ecoregiunea alpină, aria protejată conține 12 habitate naturale: Păduri alpine de Larix decidua și/sau Pinus cembra, Ape stătătoare oligotrofe până la mezotrofe, cu vegetație de Littorelletea uniflorae și/sau de Isoëto-Nanojuncetea, Formațiuni ierboase bogate în specii de Nardus, dezvoltate pe substraturi silicioase în zone montane (și în zone submontane, în Europa continentală), Mlaștini alcaline, Ape puternic oligomezotrofe cu vegetație bentonică cu Chara spp., Fânețe montane, Pajiști cu Molinia pe soluri calcaroase, turboase sau argilos-nămoloase (Molinion caeruleae), Păduri acidofile de Picea de la nivel montan la nivel alpin (Vaccinio-Piceetea), Grohotișuri calcaroase și de șisturi calcaroase de la nivelul montan până la nivelul alpin (Thlaspietea rotundifolii), Tufărișuri subarctice cu Salix spp., Pajiști alpine și subalpine calcaroase, Mlaștini turboase de tranziție și turbării mișcătoare.
La baza desemnării sitului se află mai multe specii protejate de  păsări (6): cocoșul de mesteacăn (Bonasa bonasia), ciocănitoare neagră (Dryocopus martius), sfrâncioc roșiatic (Lanius collurio), ciocănitoare de munte (Picoides tridactylus), ciocănitoare verzuie (Picus canus), sitar de pădure (Scolopax rusticola)
Pe lângă speciile protejate, pe teritoriul sitului au mai fost identificate 12 specii de plante, 8 specii de păsări, 1 specie de amfibieni.